# Hyundai Xcient
Der Hyundai Xcient ist ein Lkw, den die Hyundai Motor Company auf der Seoul Motor Show 2013 als Nachfolger des Hyundai Trago präsentierte. Mit dem Xcient möchte Hyundai bis 2017 den Absatz bei schweren Lkws von 6.000 auf 60.000 Einheiten steigern. Daher soll die Modellreihe im Gegensatz zu den Vorgängern auch in Europa, hier zuerst in Osteuropa, angeboten werden.

## Konfiguration und Technik
Alle bisherigen Modelle im Nutzfahrzeugbereich von Hyundai basierten entweder auf Modellen der Mitsubishi Fuso Truck and Bus Corporation, oder orientierten sich wie der Vorgänger Trago an japanischem Design.
Der vollkommen neu entwickelte Xcient wiederum orientiert sich an europäischen Lkws und das Design könnte auch von einem europäischen Lkw-Hersteller stammen.
Beim Innenraumdesign hat sich Hyundai offenbar am Mercedes Actros orientiert, und das Armaturenbrett ist diesem Modell ähnlich. Die Anordnung der Staufächer erinnert an Modelle von DAF, wodurch mehr Stehplatz für Garderobenwechsel geschaffen wird. Wie bei Volvo-Trucks sind beim Xcient statt eines zweiten Betts obere Schränke erhältlich.
Viele Ablagen und Staufächer bietet der Xcient, insgesamt gibt Hyundai ein Gesamtvolumen bei der 3,92-Meter-Hochdachversion von gut 1.000 Liter an.
Vorerst bietet Hyundai zwei Motorvarianten, ein 10-Liter-Common-Rail-Dieselmotor mit 420 PS und als Topmotorisierung eine 12,7-Liter-Variante mit 520 PS. Beide sollen laut Hersteller beim Kraftstoffverbrauch zu den Klassenbesten gehören.
Mit diesen Voraussetzungen dürfte Hyundai auch in Westeuropa einige Verkäufe erzielen, weswegen Hyundai den Verkauf in diesen Gebieten nicht ausschließt.

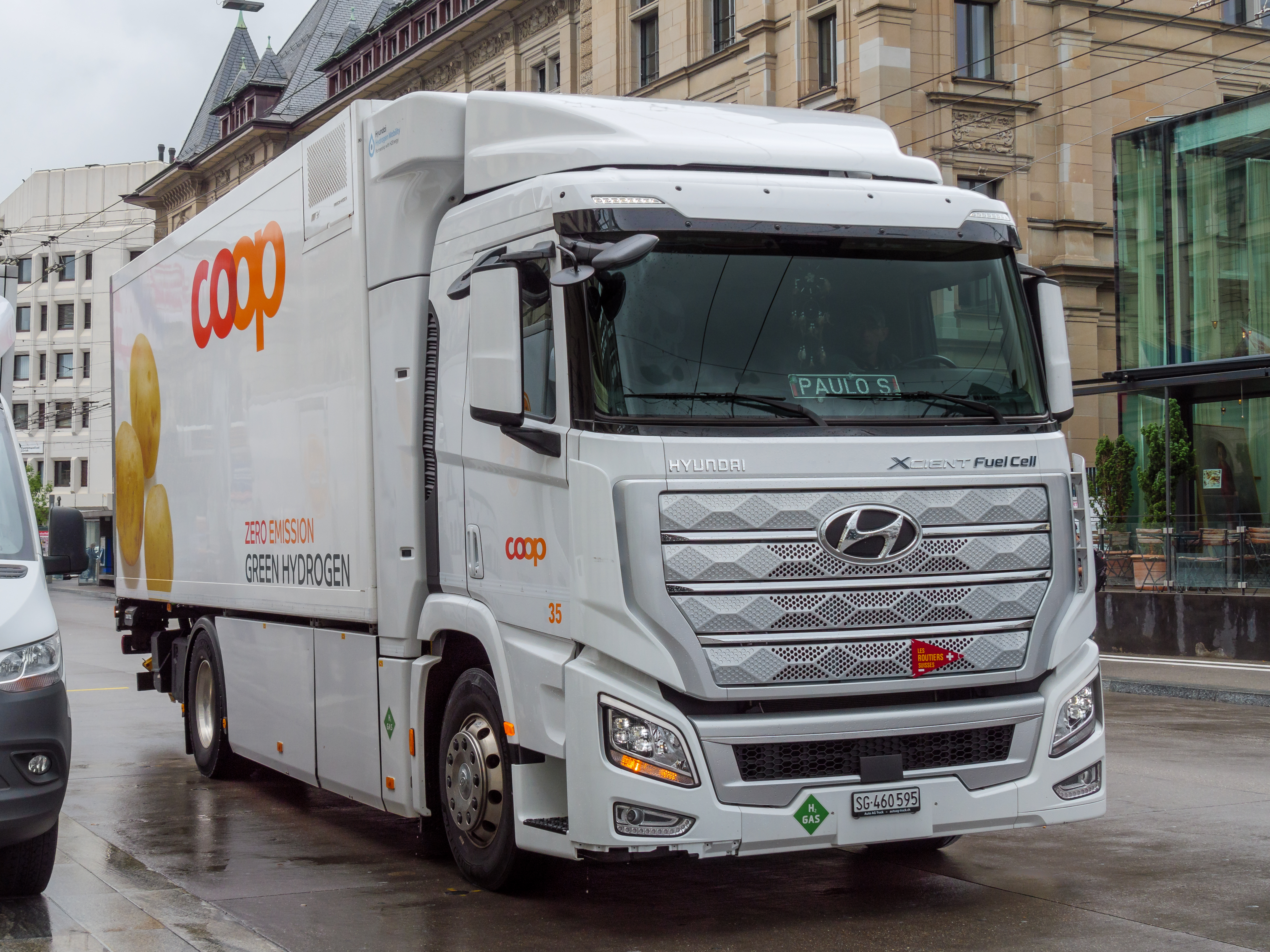
Hyundai Xcient Fuel Cell

Im Jahr 2019 verkaufte Hyundai 1000 wasserstoffbetriebene Xcient in die Schweiz. Sie werden mit zwei Brennstoffzellen von 190 kW Leistung betrieben, zusätzlich gibt es Pufferakkus mit 73,2 kWh Kapazität. Die Reichweite mit einer Tankfüllung soll etwa 400 Kilometer betragen.